# 시사공감
유연채의 시사공감은 경기방송에서 평일 저녁 6시부터 밤 8시까지 방송된 퇴근길 라디오 시사 프로그램이다.

## 진행자
- 유연채 (경기방송 사장)

| KFM 경기방송 평일 프로그램 |                   |                           |
| 이전                       | 유연채의 시사공감 | 다음                      |
| 이유나의 팝스 콘서트       | 유연채의 시사공감 | 김혜미의 내 마음의 수채화 |
| 오후 4시 ~ 저녁 6시        | 저녁 6시 ~ 밤 8시 | 밤 8시 ~ 밤 10시          |
|                            |                   |                           |